# 中艾爾嶺
78°21′S 163°18′E / 78.350°S 163.300°E
中艾爾嶺（英語：Central Aisle Ridge）是南極洲的山嶺，位於維多利亞地的斯科特海岸，處於雷內加爾冰川下游北岸，由新西蘭地理委員會命名，現時由南極條約體系管理。